# George Newbern
George Young Newbern (sinh ngày 30 tháng 12 năm 1964) là một nam diễn viên người Mỹ.. Anh được biết đến nhiều nhất nhờ các vai diễn trong Scandal và Bryan MacKenzie trong Father of the Bride (1991) và phần tiếp theo Father of the Bride Part II cũng như Danny (The Yeti) trong Friends và vai diễn con trai của Julia tên là Payne trong Designing Women. Anh lồng tiếng của Superman trong nhiều tác phẩm của DC Comics (nổi tiếng nhất là Justice League và Justice League Unlimited và loạt game Injustice), và Sephiroth trong loạt phim Final Fantasy và loạt phim Kingdom Hearts.

## Thời thơ ấu
Sinh ra ở Little Rock, Arkansas, trong gia đình Betty, giáo viên tiếng Tây Ban Nha và David Newbern, bác sĩ X quang,

## Danh sách phim

### Điện ảnh
| Năm  | Tên                                        | Vai               | Ghi chú |
| ---- | ------------------------------------------ | ----------------- | ------- |
| 1986 | My Little Girl                             | Woody             |         |
| 1987 | Adventures in Babysitting                  | Dan Lynch         |         |
| 1988 | Paramedics                                 | Uptown            |         |
| 1988 | Switching Channels                         | Siegenthaler      |         |
| 1988 | It Takes Two                               | Travis Rogers     |         |
| 1991 | Father of the Bride                        | Bryan MacKenzie   |         |
| 1992 | Little Sister                              | Mike              |         |
| 1993 | Doorways                                   | Dr. Thomas Mason  |         |
| 1993 | Doppelganger                               | Patrick Highsmith |         |
| 1993 | Torch Song                                 | Wedge             |         |
| 1994 | I Spy Returns                              | Bennett           |         |
| 1994 | Witness to the Execution                   | Phillip Tyler     |         |
| 1995 | Father of the Bride Part II                | Bryan MacKenzie   |         |
| 1995 | Theodore Rex                               |                   |         |
| 1996 | The Evening Star                           | Tommy Horton      |         |
| 1999 | Friends and Lovers                         | Ian Wickam        |         |
| 2000 | If These Walls Could Talk                  | Tom               |         |
| 1998 | The Simple Life of Noah Dearborn           | Christian Nelson  |         |
| 2001 | The Sons of Mistletoe                      | Jimmy Adams       |         |
| 2003 | Kids' Ten Commandments: Stolen Gearts      |                   |         |
| 2005 | Buffalo Dreams                             | Dr. Nick Townsend |         |
| 2006 | Final Fantasy VII: Advent Children         |                   |         |
| 2007 | A Dennis the Menace Christmas              | Henry Mitchell    |         |
| 2008 | Fireflies in the Garden                    | Jimmy             |         |
| 2008 | Batman: Gotham Knight                      |                   |         |
| 2009 | The Patient                                | George            |         |
| 2009 | Dadnapped                                  | Neal Morris       |         |
| 2009 | Locker 13                                  | Robert Diener     |         |
| 2009 | Saw VI                                     | Harold Abbott     |         |
| 2010 | Superman/Shazam!: The Return of Black Adam |                   |         |
| 2011 | The Heart of Christmas                     | Dr. Sandler       |         |
| 2012 | 3 Day Test                                 | Martin Taylor     |         |
| 2012 | Monster High: Escape from Skull Shores     | Andy Beast        |         |
| 2012 | Superman vs. The Elite                     |                   |         |
| 2014 | Justice League: War                        |                   |         |
| 2015 | Justice League: Throne of Atlantis         |                   |         |